# Militär-Strafgesetzbuch für das Deutsche Reich
Das Militär-Strafgesetzbuch für das Deutsche Reich (MStGB) wurde am 20. Juni 1872 von Kaiser Wilhelm I. erlassen. Es regelte die militärischen Verbrechen und Vergehen von Soldaten und Militärbeamten im Deutschen Heer und der Kaiserlichen Marine und ging im Wesentlichen auf das Preußische Militärstrafgesetzbuch von 1845 und das Bayerische Militärstrafgesetzbuch von 1869 zurück.

## Kaiserreich
Mit dem MStGB wurde ein reichseinheitliches materielles Militärstrafrecht geschaffen. Neben dem Militärstrafgesetzbuch galt das zivile Strafgesetzbuch für nichtmilitärische Gesetzesverstöße subsidiär weiter. Vorschriftswidrige Behandlung, Beleidigung und Misshandlung Untergebener wurden unter Strafe gestellt.
Der Erste Teil regelte den Versuch, die Teilnahme und Strafausschluss- und Strafmilderungsgründe von Verstößen. Kriegsverrat, Gefährdung der Kriegsmacht im Felde, Unerlaubte Entfernung und Fahnenflucht, Selbstverstümmelung und Vortäuschung von Gebrechen, Feigheit, Gehorsamsverweigerung, Missbrauch der Dienstgewalt, widerrechtliche Handlungen im Felde gegen Personen oder Eigentum (z. B. Plünderung, Marodieren) sowie sonstige Tatbestände wurden aufgeführt.
Die Strafandrohungen waren im Vergleich zu anderen europäischen Regeln milder, so dass während des Ersten Weltkrieges deutlich weniger Todesurteile vollstreckt wurden als unter französischem oder britischem Recht. Nach dem Krieg propagierte Generalfeldmarschall Paul von Hindenburg, um von seinem Versagen abzulenken, die Dolchstoßlegende. Die Legende befeuerte und radikalisierte später die Kriegsstrafgesetzgebung während des Nationalsozialismus.

### Verfahren
Für das Militärstrafverfahren galten zunächst noch vier verschiedene Militärprozessordnungen und Militärgerichtsverfassungen, die erst mit der Militärstrafgerichtsordnung vom 1. Dezember 1898, die zum 1. Oktober 1900 in Kraft trat, vereinheitlicht wurden. Für Militärpersonen des aktiven Heeres und der aktiven Marine war danach grundsätzlich die Militärgerichtsbarkeit zuständig.

## Weimarer Republik
Während die Militärgerichtsbarkeit aufgrund Art. 106 der Weimarer Verfassung mit Reichsgesetz vom 7. August 1920 aufgehoben und seitdem von den ordentlichen Gerichten ausgeübt worden war, wurde das Militärstrafgesetzbuch samt Einführungsgesetz in einer vom 1. August 1926 ab geltenden Fassung neu bekanntgemacht.

## Nationalsozialismus
Die Militärgerichtsbarkeit wurde nach der Machtergreifung auf Grundlage der Militärstrafgerichtsordnung von 1898 wieder eingeführt und mit Beginn des Zweiten Weltkriegs durch die Kriegsstrafverfahrensordnung (KStVO) der „Sicherung der Wehrmacht und des Kriegszwecks“ angepasst.
Ausgehend von einer grundsätzlichen Kritik, dass die Justiz im Ersten Weltkrieg während der Erschöpfung des Heeres 1917–1918 nicht hart genug gegen Zersetzungen durchgegriffen habe, griffen NS-Militärrechtstheoretiker und -reformer Gedanken Ludendorffs auf. Die „seelische Geschlossenheit von Wehrmacht und Volk“ sollte als Fundament des „totalen Krieges“ begriffen werden und eine Strafrechtsreform durchgeführt werden, auf die ab 1935 auch die Wehrmacht drängte.
Es wurden zunächst nur die Verleitung zur Fahnenflucht und die Selbstverstümmelung neu gefasst. 1938 wurden während der Sudetenkrise die Reformpläne in der Kriegssonderstrafrechtsverordnung (KSSVO) zusammengefasst, die am 26. August 1939 in Kraft trat, kurz vor Beginn des Angriffs auf Polen. Der § 5 KSSVO sah für Wehrkraftzersetzung die Todesstrafe vor und erlaubte eine weitläufige Auslegung des Tatbestandes. In der Verschärfung von 1943 sah § 5a KSSVO bei Straftaten gegen die Mannszucht eine Überschreitung des regelmäßigen Strafrahmens bis zur Todesstrafe vor, wenn es die Aufrechterhaltung der Mannszucht oder die Sicherheit der Truppe erfordern würden; ein Hebel für eine willkürliche Strafverschärfung über den Strafrahmen einzelner Tatbestände hinaus. Die militärische Führung sah darin schon frühzeitig ein geeignetes Mittel für ihre Kriegsgerichte, die entfernte Möglichkeit der Beeinflussung der „geistigen Wehrkraft“ unnachgiebig zu sanktionieren.
Die Kriegslage führte ab 1943 zu einer gesteigerten Betonung des Durchhaltewillens und einer beträchtlichen Zunahme von Strafverfahren. Ab dem Juli 1943 wurden innerhalb der Wehrmacht Straftaten gegen das „Vertrauen in die politische und militärische Führung“ in Schnellverfahren von Frontregiments-Standgerichten bzw. Sonderstandgerichten der Wehrmacht abgeurteilt. 1945 wurden die Verfahren immer mehr auf Standgerichte verlagert, die im Schnellverfahren urteilten. Die Standgerichte konnten von Offizieren subalterner und kleinerer Verbände angeordnet und deren Urteile unverzüglich vollstreckt werden.
Die Militärgerichtsbarkeit im Nationalsozialismus umfasste rund 3000 Richter.

## Aufhebung nach der Kapitulation 1945
Mit dem von den Briten erlassenen Militärgesetz Nr. 153 vom 4. Mai 1945 wurden die deutschen Kriegsgerichte grundsätzlich „abgeschafft“. In den noch besetzten Ländern Dänemark und Norwegen durften die Kriegsgerichte noch eingeschränkt wirken, aber höchstens zwei Jahre Freiheitsstrafe eigenständig aussprechen. Die Todesstrafe war nicht mehr vorgesehen. Aus Unkenntnis oder Gleichgültigkeit verhängten manche deutsche Marinerichter weiterhin die Todesstrafe und auch die alliierten Behörden haben die Regelung mitunter nicht gekannt. Das MStGB wurde mit dem Kontrollratsgesetz Nr. 34 vom 20. August 1946, das auch die Wehrmacht auflöste, aufgehoben. Militärgerichtliche Verurteilungen aufgrund von MStGB und KSSVO wurden 2002 mit einer Änderung des Gesetzes zur Aufhebung nationalsozialistischer Unrechtsurteile in der Strafrechtspflege aufgehoben, da der Gesetzgeber insbesondere „Fahnenflüchtige“ und „Wehrkraftzersetzer“ rehabilitieren wollte.

## Bundesrepublik Deutschland
Da das Militärstrafgesetz bis 1935 – ebenso wie das Reichsstrafgesetzbuch von 1871 – dem Geist des liberalen Rechtsstaats entsprach, war es insoweit Grundlage für das Wehrstrafgesetz von 1957.